# Tapped Out
Tapped Out é um filme de drama-ação produzido nos Estados Unidos e corroteirizado por Allan Ungar lançado em 2014.